# Szomáli bülbül
A szomáli bülbül (Pycnonotus somaliensis) a madarak osztályának verébalakúak (Passeriformes) rendjébe és a bülbülfélék (Pycnonotidae) családjába tartozó faj.

## Rendszerezése
A fajt Anton Reichenow német ornitológus írta le 1905-ben, a Pycnonotus arsinoe alfajaként Pycnonotus arsinoe somaliensis néven. Egyes rendszerezők a barna bülbül (Pycnonotus barbatus) alfajaként sorolják be Pycnonotus barbatus somaliensis néven.

## Előfordulása
Dzsibuti, Szomália és Etiópia területén honos.

## Természetvédelmi helyzete
A Természetvédelmi Világszövetség Vörös listáján nem szerepel.

## Külső hivatkozások
- Internet Bird Collection
- Xeno-canto.org - a faj hangja és elterjedési területe